# Emerald (Wisconsin)
Emerald è un comune degli Stati Uniti, situato in Wisconsin, nella Contea di St. Croix.